# 自由之家 (臺北市)
25°02′07″N 121°30′42″E / 25.035197°N 121.511635°E
自由之家，為中華民國文化部國定古蹟，位於台灣臺北市中正區愛國西路，緊臨嚴家淦先生故居、大同之家。

## 歷史背景
自由之家興建於1902年，為台灣日治時期台灣銀行「頭取」（董事長）之宅邸，為日本高級官舍。1911年，台銀第二任頭取柳生一義將頭取宅邸轉做台銀俱樂部，供台銀員工休憩之用。
戰後，自由之家成了民國40年代反共抗俄時期的建築，1945年（民國34年）交由國防部聯合勤務總司令部作為外事招待所，1957年（民國46年）列為市定古蹟，2018年（民國107年）8月22日列為國定古蹟。除為中國大陸災胞救濟總會（救總）、世界反共聯盟（世盟）固定活動場所外，也是政論雜誌《自由中國》的重要集會演說地點，招待許多當時國內外賓客；與周圍的大同之家、嚴家淦故居，都反映國府遷台初期，於艱困環境下維繫國家命脈、傳承思想文化的克難精神。自由之家主建築物以鋼筋混凝土為架構，樓板則為簡易的木構造，樣式純樸，一樓設有宴會廳、會議室，二樓則為住宿套房；蓋建造之時正值外交困苦時期，權充用以招待外國貴賓，足堪見證當時特殊之歷史境況。

## 相關建築
- 小南門站
- 嚴家淦先生故居
- 大同之家